# Miki Gorman
Michiko Suwa »Miki« Gorman, ameriška atletinja, * 9. avgust 1935, Čingdao, Kitajska, † 19. september 2015, Bellingham, Washington, ZDA.
Ni nastopila na poletnih olimpijskih igrah. V letih 1974 in 1977 je osvojila Bostonski  maraton ter v letih 1976 in 1977 Newyorški maraton. 2. decembra 1973 je postavila svetovni rekord v maratonu, ki ga je držala do oktobra 1974.